# Elasmus elegans
Elasmus elegans är en stekelart som beskrevs av Crawford 1915. Elasmus elegans ingår i släktet Elasmus och familjen finglanssteklar.
Artens utbredningsområde är Filippinerna. Inga underarter finns listade i Catalogue of Life.